# Persona de alto riesgo

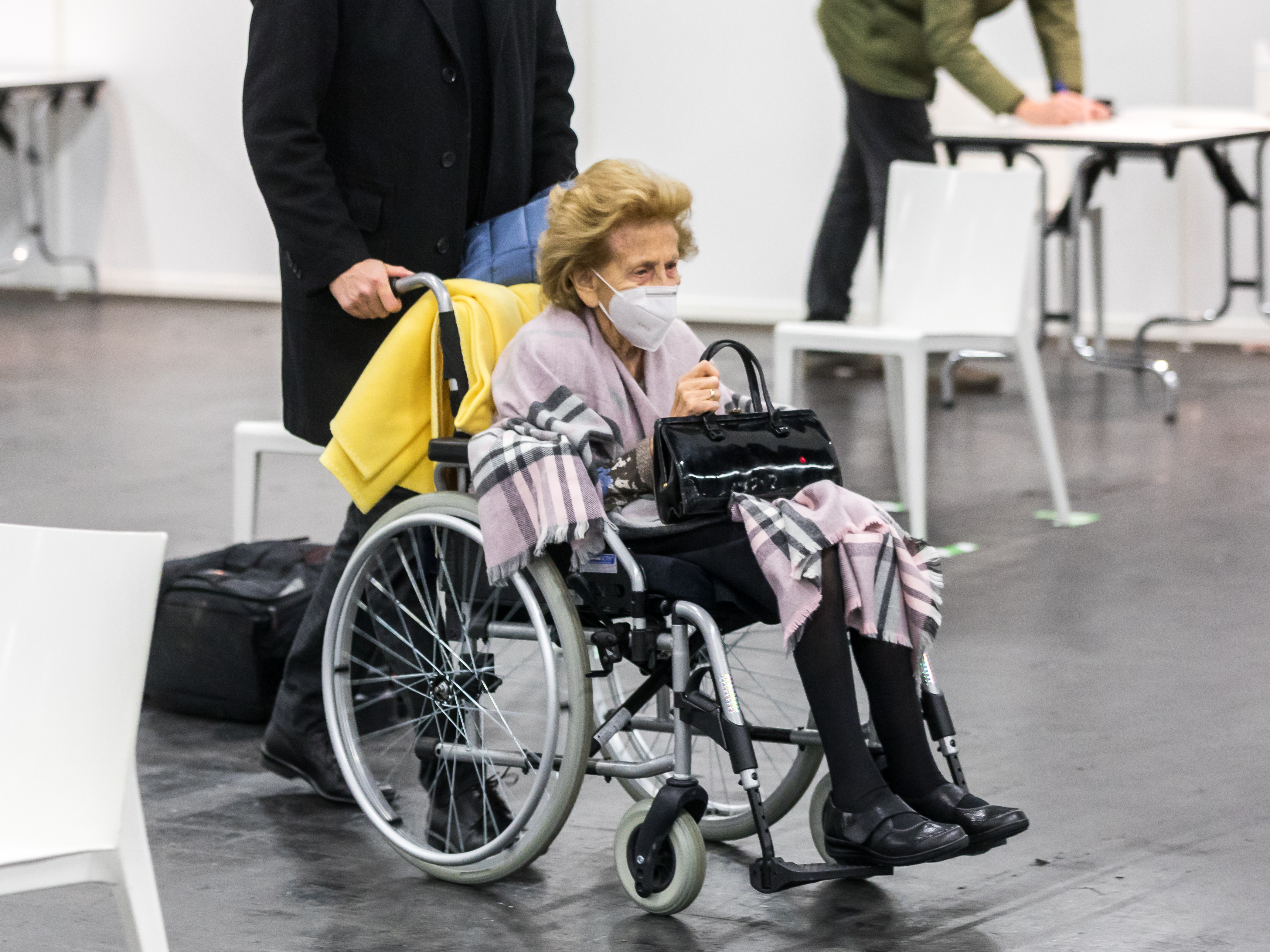
Elisabeth Steubesand, de 105 años, la ciudadana más anciana de Colonia y una persona de alto riesgo.

En medicina y salud pública una persona de alto riesgo o una población de alto riesgo es un ser humano o seres humanos que viven con un mayor factor de riesgo de enfermedad grave debido a la edad, condición médica, condiciones de embarazo/post-embarazo, ubicación geográfica o una combinación de estos factores de riesgo.

## Calificación de personas de alto riesgo
Las personas de alto riesgo pueden ser de cualquier edad. Las poblaciones de alto riesgo son vulnerables a enfermedades graves. A nivel mundial, los factores sociales, incluido el acceso limitado a la asistencia sanitaria y las instalaciones higiénicas inadecuadas, pueden resultar en individuos de alto riesgo. El acceso a una atención médica adecuada es esencial para la salud y el tratamiento de las personas de alto riesgo, en particular las madres y los bebés de alto riesgo. Las personas de alto riesgo pueden requerir atención a largo plazo.
En inmunología, una persona califica como individuo de alto riesgo si su sistema inmunitario está comprometido o suprimido debido a una enfermedad, cáncer, afecciones crónicas, medicamentos recetados o procedimientos quirúrgicos recientes. Las personas de alto riesgo son más susceptibles a la hospitalización y muerte por la COVID-19. Los Centros para el Control y la Prevención de Enfermedades (CDC) recomiendan que las personas de alto riesgo se apliquen la vacuna contra la COVID-19.
En psiquiatría, una persona de alto riesgo es un paciente que tiene conductas de alto riesgo. En el léxico del tratamiento de la adicción, una persona de alto riesgo se refiere a una persona con una alta probabilidad de adicción o una alta probabilidad de recaída.

## Criterios

### COVID-19
Algunos factores que se han citado para definir a las personas de alto riesgo de sufrir los síntomas más graves de la COVID-19 incluyen:
- Tener 65 años de edad o más.
- Ser obeso.
- Vivir en un asilo de ancianos o centro de atención a largo plazo.
- Ser diabético.
- Estar embarazada/post-embarazo.
- Tener enfermedad renal crónica o someterse a diálisis.
- Tener enfermedades del aparato respiratorio, incluida asma de moderada a grave.
- Tener enfermedades cardíacas graves o hipertensión.
- Estar inmunocomprometido.
- Tener enfermedad inmunológica.
- Tener anemia de células falciformes.
- Tener trastorno del desarrollo neurológico, como parálisis cerebral.